# Amate

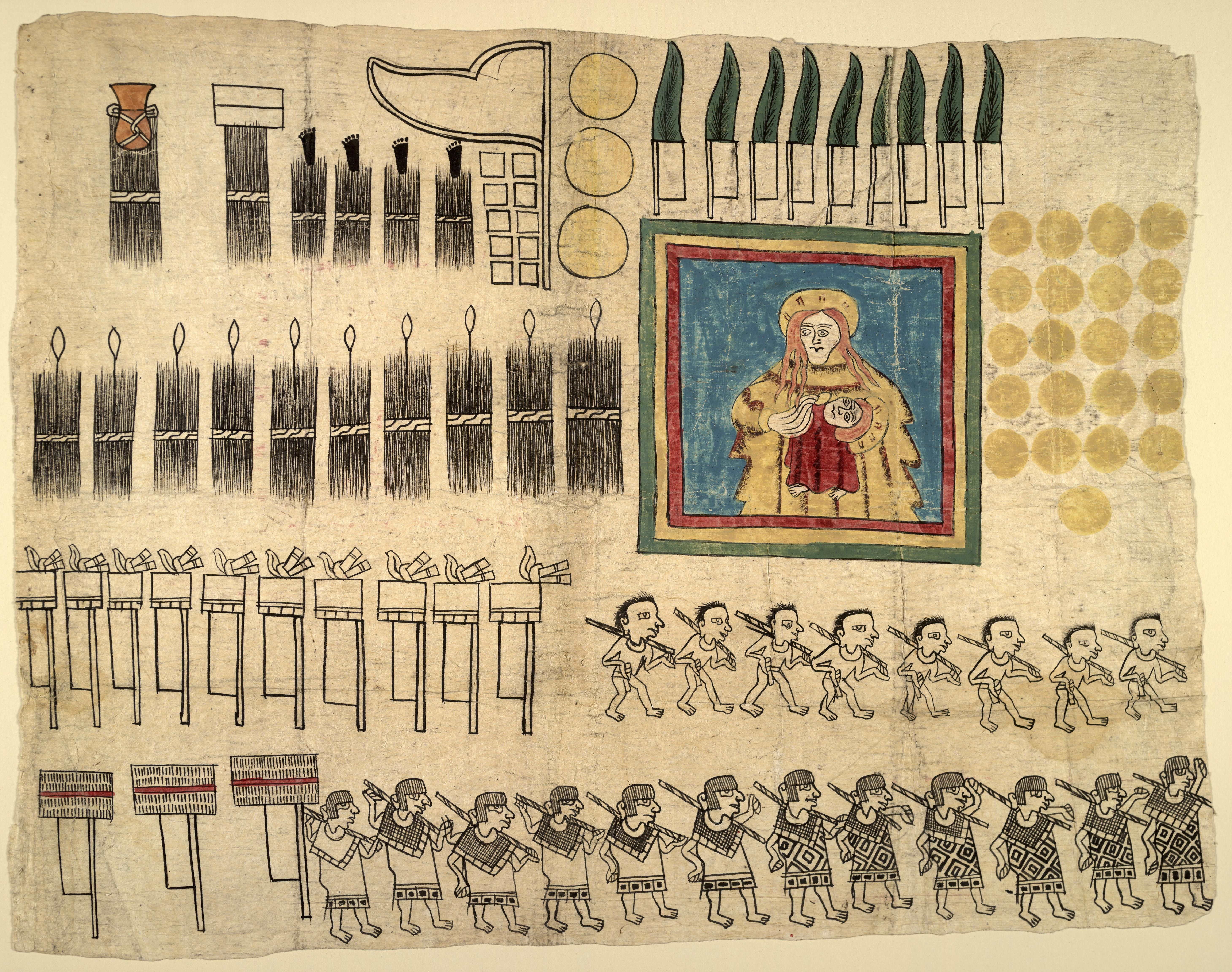
Parte do Códice de Huexotzinco, feito em amate.

Amate (do náuatle āmatl através do espanhol amate ou papel amate) é um tipo de papel que era fabricado na Mesoamérica pré-colombiana. Era produzido cozendo a parte interna da casca de algumas espécies de árvores (particularmente do género Ficus) como Ficus cotinifolia e Ficus padifolia. O material fibroso resultante era moído com uma pedra dando origem a um papel um tanto delicado, de cor castanha clara com linhas corrugadas.
O seu uso na Mesoamérica data provavelmente pelo menos do período pré-clássico inicial mesoamericano, no início do primeiro milénio a.C.. A iconografia (em pedra) datada desse período, contém representações de itens que se supõe serem papel. Por exemplo, o Monumento 52 do sítio olmeca de San Lorenzo Tenochtitlán mostra uma pessoa cujas orelhas estão adornadas com pendentes de papel dobrado.

## Origem do termo
Apesar de sua fabricação e uso serem comuns entre as culturas mesoamericanas, este material é geral e contemporaneamente designado com base na sua designação em língua náuatle amatl.
A palavra espanhola amate deriva directamente do termo náuatle. Tanto em maia iucateco do século XVI como no maia iucateco actual, o termo equivalente é kopo. Na língua maia clássica, a principal língua das inscrições maias, o termo equivalente parece ter sido huun (ou hun), que tinha também os significados de "livro" e "casca".

## Usos
O papel amate tinha usos reiligiosos e seculares, e era pintado com pincel e enrolado ou dobrado para poder ser guardado. Foi usado como um material básico por várias culturas mesoamericanas na produção de livros dobrados em acordeão, incluindo os códices maias e os códices astecas.